# 9707 Petruskoning
9707 Petruskoning è un asteroide della fascia principale. Scoperto nel 1977, presenta un'orbita caratterizzata da un semiasse maggiore pari a 2,6048533 UA e da un'eccentricità di 0,1438080, inclinata di 11,11692° rispetto all'eclittica.